# Neckar-, Erms- und Autmuttal im Verwaltungsraum Neckartenzlingen
Neckar-, Erms- und Autmuttal im Verwaltungsraum Neckartenzlingen ist ein Landschaftsschutzgebiet mit der Schutzgebietsnummer 1.16.054 im Landkreis Esslingen in Baden-Württemberg.  

## Lage und Beschreibung
Das Landschaftsschutzgebiet liegt auf der Gemarkung von fünf Gemeinden im und am Rand des Neckartals. Darüber hinaus umfasst es Teile des unteren Erms- und Autmuttales. Das heute bestehende Schutzgebiet entstand durch Verordnung vom 8. August 1980. Gleichzeitig traten die Verordnung des Landratsamtes Nürtingen über das Landschaftsschutzgebiet auf Markung Wendlingen, Unterensingen, Oberboihingen, Zizishausen, Nürtingen, Neckarhausen, Neckartailfingen, Raidwangen, Altdorf, Schlaitdorf, Altenriet und Neckartenzlingen des Landkreises Nürtingen (Landschaftsschutzgebiet "Neckartal") vom 20. November 1958 und die Verordnung des Landratsamtes Esslingen zur einstweiligen Sicherstellung des Landschaftsschutzgebietes "Pechader" vom 25. Oktober 1976 außer Kraft, soweit sie die in der neuen Verordnung von 1980 beschriebenen Gebiete betrafen.
Es gehört zu den Naturräumen 101-Vorland der mittleren Schwäbischen Alb 104-Schönbuch und Glemswald und 106-Filder innerhalb der naturräumlichen Haupteinheit 10-Schwäbisches Keuper-Lias-Land. Das Naturschutzgebiet 1044-Schönrain wird vom LSG vollständig umschlossen.

## Schutzzweck
Wesentlicher Schutzzweck ist laut Schutzgebietsverordnung die Sicherung und langfristige Erhaltung der ökologisch höchst bedeutsamen noch vorhandenen Freiflächen zwischen den überbauten Gebieten des Neckartals sowie die Erhaltung der noch freien Landschaftsteile auch des unteren Erms- und Autmuttales in der charakteristischen Vielfalt ihrer prägenden Elemente einer Tallandschaft, ferner ihrer Funktion als Naherholungsgebiet für die Allgemeinheit.